# Gmina Czempiń
Die Gmina Czempiń [t͡ʂɛmpjiɲ] ist eine Stadt-und-Land-Gemeinde im Powiat Kościański der Woiwodschaft Großpolen in Polen. Ihr Sitz ist die gleichnamige Stadt (deutsch Czempin) mit etwa 5300 Einwohnern.

## Geographie
Die Gemeinde, mit einer Fläche von 142,5 km², liegt knapp 30 km südlich der Stadt Posen. Die Kreisstadt Kościan (Kosten) liegt etwa fünf Kilometer westlich.

## Geschichte
Die Gemeinde wurde 1973/1991 gebildet. Von 1975 bis 1998 gehörte sie zur Woiwodschaft Posen.

## Gliederung
Zur Stadt-und-Land-Gemeinde Czempiń gehören neben der Stadt selbst eine Reihe von Dörfern sowie kleinere Ortschaften:
| Name              | deutscher Name (1815–1919) | deutscher Name (1939–1945) |
| ----------------- | -------------------------- | -------------------------- |
| Czempiń           | Czempin                    | Karlshausen                |
| Betkowo           | Betkowo                    | Betkau                     |
| Bieczyny          | Bieczyn                    | Bielau                     |
| Borowo            | Borowo                     | Bärenhort                  |
| Donatowo          | Donatowo                   | Donaten                    |
| Głuchowo          | Gluchowo                   | Gutenau                    |
| Gorzyce           | Gorzyce                    | Klein Lohe                 |
| Gorzyczki         | Gorzyczki                  | Groß Lohe                  |
| Helenopol         | Vorwerk Helenopol          | Helenenhof                 |
| Jarogniewice      | Jarogniewice               | Jauernitz                  |
| Jasień            | Jasin                      | Hallingen                  |
| Maruszkowo        | Vorwerk Marienrode         | Vorwerk Marienrode         |
| Nowe Borówko      | Neu Borowko                | Neu Borkau                 |
| Nowe Tarnowo      | Neu Tarnowo                | Tarnau                     |
| Nowy Gołębin      | Neu Golembin               | Taubendorf                 |
| Piechanin         | Piechanin                  | Pechstein                  |
| Piotrkowice       | Piotrkowice                | Petersdorf                 |
| Piotrowo Drugie   | Gut Pietrowo               | Gut Peterzell              |
| Piotrowo Pierwsze | Pietrowo                   | Peterzell                  |
| Rakówka           | Rakowka                    | Roggern                    |
| Roszkowo          | Roszkowo                   | Roßhof                     |
| Sierniki          | Sierniki                   | Scharnau                   |
| Słonin            | Slonin                     | Sandwalde                  |
| Srocko Wielkie    | Groß Srocko                | Schrottern                 |
| Stare Tarnowo     | Alt Tarnowo                | Karleshof                  |
| Stary Gołębin     | Alt Golembin               | Taubenhof                  |
| Zadory            | Zadory                     | Kahden                     |

## Verkehr
Durch den Norden der Gemeinde verläuft die Schnellstraße S5 von Posen nach Breslau. Die Woiwodschaftsstraße 310 (droga wojewódzka)verbindet diese mit Czempiń und führt weiter in die etwa 20 Kilometer entfernte Stadt Śrem (Schrimm).
Der Bahnhof Czempiń liegt an der Strecke Posen–Breslau.
Der nächste internationale Flughafen ist Poznań-Ławica